# Friedrich Katz
Friedrich Katz (Viena, Austria, 1927 – Filadelfia, Estados Unidos, 16 de octubre de 2010) fue un historiador y antropólogo austríaco.

## Biografía
Hijo de Bronia y Lieb Katz. Su padre era un escritor judío y comunista participante en la Huelga General de Viena de 1918. Obtuvo su doctorado con una tesis sobre la situación de los judíos en la Alemania del siglo XIV y cambió su nombre por el de Leo. Su padre se unió a la resistencia y publicaba panfletos contra Adolfo Hitler, y colaboraba comprando armas para la causa republicana en la guerra civil española, forzando a la familia a dejar París. Huyendo a Estados Unidos en 1938. Allí Leo devolvió al gobierno republicano español los fondos para la compra de armas que aún tenía en su poder. En Estados Unidos no se pudieron asentar por la filiación comunista del padre. La familia Katz obtuvo asilo en 1940 en México durante el gobierno de Lázaro Cárdenas. En 1944 al enterarse de la liberación del diplomático mexicano Gilberto Bosques acudió con sus padres a recibirlo a la estación de trenes de Buenavista, en la Ciudad de México. Gilberto Bosques había proveído visas e incluso dinero a los judíos atrapados en Europa durante el avance nazi.
Lejos de la guerra europea, a Friedrich lo cautivó México y su historia. Realizó la preparatoria en el Liceo Franco Mexicano. Obtuvo su licenciatura en 1948 en el Wagner Collage de Nueva York. Ese mismo año entró a la Escuela Nacional de Antropología e Historia, en México. Realizó su doctorado en la Universidad de Viena en 1954 y una habilitación en la Universidad Humboldt de Berlín cuando era capital de la República Democrática Alemana, pero Katz se desilusionó del comunismo cuando los soviéticos ocuparon Checoslovaquia. Mientras estuvo en Berlín se doctoró con su tesis sobre Las relaciones socioeconómicas de los aztecas en los siglos XV y XVI en 1948. Se volvió a doctorar en 1962 en la misma universidad con un estudio sobre el imperalismo alemán en México, que sería la fundación de su principal obra La Guerra secreta en México.
Su hija, Jacqueline Ross declaró a su muerte, que él sentía que México le había salvado al vida, y amaba ese país, su belleza, la generosidad de su gente, y se sentía fascinado con su historia, siempre se refirió (a México) como su tierra adoptiva.
Desde 1971 fue profesor de historia en la Universidad de Chicago, con especial interés en la historia de México y América Latina y las relaciones diplomáticas entre América Latina, Europa y los Estados Unidos durante los siglos XIX y XX, también las revoluciones en América Latina, especialmente la Revolución Mexicana. En 1976 en colaboración con John Coastworth expandió el Comité de Estudios de América Latina, en un Centro. Esto en colaboración con la Universidad de Illinois Urbana-Champaign.
En 2004 en reconocimiento a la obra de uno de los más distinguidos estudiosos de la historia de México, la Universidad de Chicago decidió convertir su Programa de Estudios Mexicanos en el Centro de Estudios Mexicanos Friedrich Katz.
En 2007 obtuvo la nacionalidad estadounidense.

## Pancho Villa y Emiliano Zapata
Katz explicó su fascinación por personajes como Pancho Villa y Emiliano Zapata, revolucionarios que, a diferencia de Lenin, Mao Zedong o Fidel Castro, no contaban con el respaldo de un partido político y además eran de niveles educativos bajos. A pesar de ello, fueron capaces de dirigir un ejército de 80 000 o 100 000 hombres, según diferentes estimaciones, y ganarse un tremendo apoyo popular en México y el respeto de Estados Unidos. La División del Norte, fue la mayor fuerza revolucionaria que se haya conocido en el continente latinoamericano. Un tercer factor es que fue la única revolución social que tuvo lugar en la frontera con Estados Unidos. El movimiento desestabilizador podría crear oleadas de refugiados en ese país, además del involucramiento de grupos mexicanos en la exportación de armas, lo que conllevaría una inestabilidad en los estados sureños fronterizos.
Por otro lado, había que sacar al personaje mítico de Pancho Villa de las leyendas, fue un personaje legendario no sólo en México sino también en Estados Unidos, y colocarlo en el contexto histórico, con el gran problema que Villa no dejó archivos. El historiador Enrique Semo declaró que es sin duda el mayor historiógrafo de Francisco Villa.

## Reconocimientos
Desde 1997 Katz era miembro de la Academia Mexicana de Ciencias y recibió numerosos reconocimientos en México. En 1988 fue acreditado con la Orden del Mérito Académico de la Universidad de Guadalajara, y en ese mismo año el presidente de México le entregó la Orden del Águila Azteca. En 1995 el Congreso local de Chihuahua lo nombró ciudadano honorario de dicho estado.
Además Katz recibió doctorados honoris causa de la Universidad de Colima, de la Universidad Libre de Berlín y de la Universidad de Viena. Era también miembro de la Academia Americana de Artes y Ciencias.
Fue acreedor al Premio Bolton otorgado por la American Historical Association para el mejor libro sobre historia de Latinoamérica. En el año 2000 obtuvo dos reconocimientos por el libro The Life and Times of Pancho Villa.

## Solidaridad con los inmigrantes mexicanos
Katz declaró en entrevista con Notimex en 2008 (con motivo de la votación temprana en las elecciones del 2008 en Estados Unidos) que "lo hago por los inmigrantes en general, pero por México en particular, como una forma de apoyar a los indocumentados mexicanos".

## Obras
La obra de Katz fue muy amplia y publicó innumerables artículos y libros, en su mayoría traducidos al español, sobre el mundo prehispánico y la Revolución Mexicana. Destacan:
- La guerra secreta en México, Ediciones Era, 1982.[10]
- Pancho Villa, Ediciones Era, México 1998.[11]
- Revuelta, rebelión y revolución: la lucha rural en México del siglo XVI al siglo XX, Ediciones Era.[12]
- De Díaz a Madero: Orígenes y estallido de la Revolución Mexicana[13]
- La servidumbre agraria en México en la época porfiriana[13]

Un comentario de algunos de sus ensayos se encuentra en "Friedrich Katz y nuestro México", de Adolfo Gilly, publicado en "La Jornada" a manera de obituario.

### Obras inconclusas
Al momento de su fallecimiento dejó inconclusas dos obras, una acerca de Los científicos y el porfiriato, y otra acerca de Francisco I. Madero. A su muerte se anunció la publicación de Revolución y exilio en la historia de México. Del amor de un historiador a su patria adoptiva, por parte de El Colegio de México.